# Xenofrea puma
Xenofrea puma är en skalbaggsart som beskrevs av Néouze och Tavakilian 2005. Xenofrea puma ingår i släktet Xenofrea och familjen långhorningar. Inga underarter finns listade i Catalogue of Life.